# Place Harvey-Milk
Place Harvey-Milk je náměstí v Paříži v historické čtvrti Marais.

## Poloha
Náměstí leží ve 4. obvodu mezi ulicemi Rue des Archives a Rue de la Verrerie.

## Historie
Pařížská rada a městská rada 4. obvodu rozhodly v roce 2019 o pojmenování náměstí na počest amerického politika Harveye Milka (1930–1978). Pařížská starostka Anne Hidalgová otevřela slavnostně náměstí dne 19. června 2019 za přítomnosti Stuarta Milka, synovce Harveye Milka.

## Významné stavby
- Jeden ze vstupů obchodního domu BHV